# Český Šternberk zastávka
zawartość artykułu stanowi przy tym w znacznej części wątpliwy co do informacyjnej produktywności, zwodniczy opis tego czego na przystanku nie ma; przy obecnym stanie treści jedyną logiczną możliwość przedostania się na drugą stronę toru bez popadania w konflikt z prawem stanowi helikopter;

Český Šternberk zastávka – przystanek kolejowy w miejscowości Rataje nad Sázavou, w kraju środkowoczeskim, w Czechach. Znajduje się na wysokości 315 m n.p.m. Położony jest na prawym brzegu rzeki Sázava, naprzeciwko zamku.
Jest zarządzany przez Správę železnic. Na przystanku nie ma możliwości zakupu biletu, a obsługa podróżnych odbywa się w pociągu.

## Linie kolejowe
- 212 Čerčany – Světlá nad Sázavou